# Braungraue Holzeule
Die Braungraue Holzeule (Lithophane (Lithophane) furcifera), auch Dunkelgraue Erlen-Rindeneule genannt, ist ein Schmetterling (Nachtfalter) aus der Familie der Eulenfalter (Noctuidae).

## Merkmale

### Falter
Die Flügelspannweite der Falter beträgt 42 bis 48 Millimeter. Die Farbe der Vorderflügel variiert von schiefergrau bis zu dunkel graubraun. Zuweilen sind sie leicht rosa oder violett überstäubt. An der Flügelwurzel ist eine schmale weißgelbe Aufhellung erkennbar. Die Nierenmakel ist groß und zumeist rotbraun ausgefüllt. Ring- und Zapfenmakel heben sich undeutlicher hervor. Gleiches gilt für die Querlinien. Auffälliger sind eine schwarze Wurzelstrieme sowie ein ebenfalls schwarzer Längsstrich unterhalb der Nierenmakel. Die Wellenlinie ist dunkelbraun. Die Hinterflügel sind zeichnungslos graubraun. Der Saugrüssel der Falter ist gut entwickelt. Die Fühler der Männchen sind bewimpert. Auf Kopf, Thorax und Hinterleib befinden sich aufgerichtete Haarschöpfe.

### Ei, Raupe und Puppe
Das halbkugelige, gelbweiße Ei ist mit kräftig gewellten Rippen sowie zwei roten Flecken in der Mittelzone versehen.
Junge Raupen sind von grüner Farbe und zeigen weiße Längslinien und ebenso gefärbte Punktwarzen. Erwachsenen Raupen sind meist dunkelbraun mit einigen hellen Zeichnungselementen.
Die Puppe zeigt einen zweispitzigen Kremaster, an dem sich einige Borsten befinden.

### Ähnliche Arten
Die Graue Holzeule (Lithophane (Lithophane) consocia) ist etwas bunter und kontrastreicher gefärbt. Das weißgelbe Feld an der Vorderflügelwurzel ist breiter. Die Wellenlinie ist meist weißlich. Ring- und Nierenmakel sind innen hell umrandet.

## Verbreitung und Lebensraum
Die Art ist in weiten Teilen Mitteleuropas heimisch und wurde Richtung Osten auch bis zum Schwarzmeergebiet, dem Kaukasus und Westsibirien nachgewiesen. Im Gebirge steigt sie bis auf 1800 Meter. Die Braungraue Holzeule ist hauptsächlich in Erlen- und Birkenmooren, Auengebieten, Bruchwäldern, Ufergebieten sowie Parklandschaften anzutreffen.

## Lebensweise
Die Falter fliegen in einer Generation ab August. Sie überwintern und leben bis zum Juni des folgenden Jahres. Im Frühjahr wurden sie gelegentlich saugend an Weidenblüten (Salix) beobachtet. Sie sind nachtaktiv und fliegen zuweilen künstliche Lichtquellen an, besonders gerne auch angelegte Köder. Die Raupen leben von Mai bis Juli. Sie ernähren sich bevorzugt von den Blättern folgender Laubbäume:
- Birken (Betula),
- Eichen (Quercus),
- Erlen (Alnus),
- Weiden (Salix),
- Pappeln (Populus).

## Gefährdung
Die Art kommt in den deutschen Bundesländern in unterschiedlicher Anzahl vor, wird aber auf der Roten Liste gefährdeter Arten als nicht gefährdet eingestuft. Die dunkle Unterart Lithophane furcifera suffusa war in Großbritannien endemisch und wurde dort seit 1959 nicht mehr gesichtet.

## Systematik und Taxonomie
Bei der Untergliederung der Gattung Lithophane in die beiden Untergattungen Lithophane und Prolitha, wird L. furcifera in die Untergattung Lithophane gestellt. Diese Unterteilung ist vorläufig und basiert hauptsächlich auf Unterschieden in der Morphologie der Raupen.